# Dames Ligue 1 1997/98
Die Dames Ligue 1 1997/98 war die 12. Saison zur Ermittlung eines Meisters im luxemburgischen Frauenfußball. Die Meisterschaft wurde nach achtjähriger Unterbrechung erstmals wieder von der Fédération Luxembourgeoise de Football (FLF) ausgerichtet, der Serienmeister FC Progrès Niederkorn nahm allerdings an einer Liga mit sechs saarländischen Vereinen teil. Luxemburgischer Meister wurde F91 Düdelingen.

## Tabelle
| Pl. | Verein                    | Sp. | S  | U | N  | Tore    | Diff. | Punkte |
| --- | ------------------------- | --- | -- | - | -- | ------- | ----- | ------ |
| 1.  | F91 Düdelingen            | 16  | 12 | 3 | 1  | 040:600 | +34   | 39     |
| 2.  | US Rumelange              | 16  | 12 | 1 | 3  | 052:140 | +38   | 37     |
| 3.  | FC Minerva Lintgen        | 16  | 11 | 2 | 3  | 059:150 | +44   | 35     |
| 4.  | FC Résidence Walferdingen | 16  | 9  | 3 | 4  | 066:190 | +47   | 30     |
| 5.  | US Esch                   | 16  | 8  | 0 | 8  | 036:450 | −9    | 24     |
| 6.  | Etzella Ettelbrück        | 16  | 5  | 1 | 10 | 042:650 | −23   | 16     |
| 7.  | FC Blo-Wäiss Itzig        | 16  | 3  | 5 | 8  | 015:310 | −16   | 14     |
| 8.  | FC Noertzange             | 16  | 2  | 1 | 13 | 008:690 | −61   | 07     |
| 9.  | CS Fola Esch              | 16  | 2  | 0 | 14 | 011:650 | −54   | 06     |